# Simyra venosa
Simyra venosa là một loài bướm đêm trong họ Noctuidae.